# 生口島南インターチェンジ
生口島南インターチェンジ（いくちじまみなみインターチェンジ）は、広島県尾道市瀬戸田町荻にある西瀬戸自動車道（通称：しまなみ海道）のインターチェンジである。
四国方面（今治方面）のみのハーフICであり、中国地方（広島県）側に入って最初のICとなる。

## 道路
- 西瀬戸自動車道（7番）
- 接続する道路：国道317号

## 料金所

### 入口
- レーン数:2
  - ETC専用:1
  - 一般:1

### 出口
- レーン数:2
  - ETC専用:1

## 周辺
- 多々羅大橋
- シトラスパーク瀬戸田
- 平山郁夫美術館

## 隣
西瀬戸自動車道
(6)生口島北IC - 瀬戸田BS - (7)生口島南IC - 瀬戸田PA/瀬戸田PABS - (8)大三島IC/BS